# 에메르스 파에
에메르스 파에(프랑스어: Emerse Faé, 1984년 1월 24일 ~ )는 코트디부아르의 전 축구 선수로 미드필더로 활약했으며 현재 코트디부아르 축구 국가대표팀의 감독이다. 프랑스에서 태어난 그는 청소년 수준의 프랑스 국가대표팀과 시니어 국제 수준의 코트디부아르 국가대표팀에서 활약했다.

## 구단 경력

### 낭트
파에의 성인기는 2003년 그의 고향 클럽인 낭트에서 시작되었는데, 이 클럽은 그 당시 리그 1에 속해 있었다. 그는 2003년 7월 26일, UEFA 인터토토컵 3라운드에서 3-2로 패한 경기에서 유럽 무대 데뷔 전을 치렀다. 2003년 8월, 그는 0-0으로 비긴 보르도와의 경기에서 리그 1 데뷔 전을 치렀다. 그는 2004년 쿠프 드 라 리그 결승전에서, 낭트 소속으로 시작했지만, 결국 승부차기에서 패했다. 그는 낭트 소속으로 100번 이상의 리그 경기에 출전했다. 2007년 5월 9일, 낭트는 리그 1에서 강등되었고, 그는 이적 요청을 제출했다.

### 니스
2008년 6월, 그는 영구 이적을 염두에 두고 리그 1의 니스로 임대되었다. 그는 8월 9일, 1-0으로 패한 르아브르와의 경기에서 새 클럽 데뷔 전을 치렀고, 9월 20일, 2-2로 비긴 르망과의 경기에서 첫 골을 넣었다.
2009년 1월 29일, 파에는 미공개 이적료로 니스 영구 이적을 완료한 것으로 확인되었다. 2009년 10월 18일, 파에는 4-1로 패한 로리앙과의 경기에서 심판에게 욕설을 한 후 두 번째 옐로 카드를 받았다. 그는 리그에서 3경기 출장 정지 징계를 받았다. 니스는 또한 그를 내부적으로 징계하겠다고 약속했다.
2012년 2월 1일, 파에는 계속되는 정맥염 문제로 인해 28세의 나이로 은퇴를 선언했다.

## 국가대표팀 경력
파에는 10대일 때 프랑스 U-17과 U-21 국가대표팀에서 축구를 했다. 그는 2001년 2월 26일 리히텐슈타인과의 경기에서 프랑스 U17 국가대표팀으로 데뷔하여 8-0으로 이겼고, 트리니다드 토바고에서 열린 2001년 FIFA U-17 세계 선수권 대회에서 우승한 팀에 있었다.
그러나, 국가대표팀 자격에 관한 FIFA의 규칙 변경 이후, 파에는 충성심을 프랑스에서 그의 부모님이 계셨던 나라인 코트디부아르로 바꾸었다. 그는 2005년 3월 27일 베냉과의 월드컵 예선 전을 위해 코트디부아르 국가대표팀에 처음으로 차출되었다. 그는 3-0으로 이긴 경기에서 데뷔 전을 치렀다.
2006년 5월 27일, 파에는 1-1로 비긴 스위스와의 경기에서 코트디부아르 국가대표팀 첫 골을 기록했는데, 그는 경기 시작 2분 만에 30야드 슛을 날렸다.
파에는 2006년 아프리카 네이션스컵에 출전하여 매 경기 452분 동안 출전했다. 그는 또한 2006년 FIFA 월드컵에 국가대표로 출전했다. 그는 2008년 아프리카 네이션스컵에 코트디부아르 23인 선수단에 소집되었고, 2008년 1월 29일, 말리와의 코트디부아르 경기에서 처음으로 출전했다. 그는 또한 2010년 아프리카 네이션스컵에 선발되어 교체 출전하여 두 번 출전했다.

## 감독 경력
2012-13년 시즌 동안 파에는 축구 코치 졸업장을 얻기 위해 그의 이전 클럽인 니스의 훈련 센터에 합류했다. 세 시즌 후, 그는 그들의 17세 이하, 그리고 나서 2018-19세 이하의 감독을 맡았다. 2021년 7월 8일, 그는 클레르몽 리저브 팀의 감독이 되었다.
2022년 5월 20일, 그는 코트디부아르 U-23의 감독이자 장루이 가세트 감독 아래 코트디부아르 시니어 팀의 보조 코치가 되었다.  2024년 1월 24일, 파에는 가세트 감독이 해임된 후, 2023년 아프리카 네이션스컵 16강전부터 코트디부아르의 관리인으로 임명되었다. 그리고 나서 그는 그의 나라가 준결승에서 디펜딩 챔피언 세네갈, 연장전 끝에 말리, 그리고 콩고 민주 공화국을 승부차기로 물리치도록 이끌었다. 결국, 코트디부아르는 결승전에서 나이지리아를 2-1로 이긴 후 타이틀을 거머쥐었다. 그는 또한 2023년 AFCON 토너먼트의 최고의 감독상을 수상했다.